# Vall de Cardós
Vall de Cardós è un comune spagnolo di 375 abitanti situato nella comunità autonoma della Catalogna.